# St. Lukas (Graz)

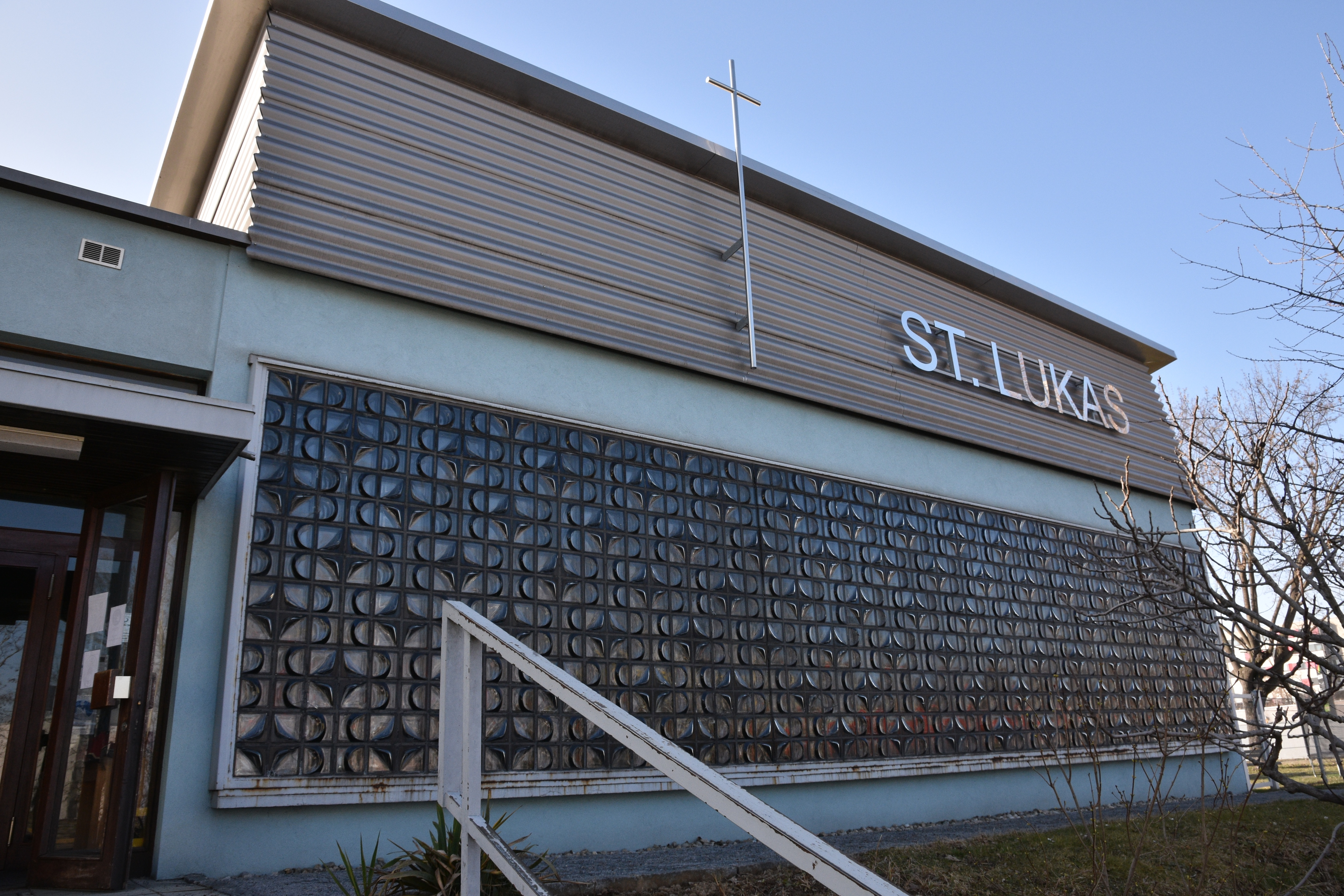
St. Lukas

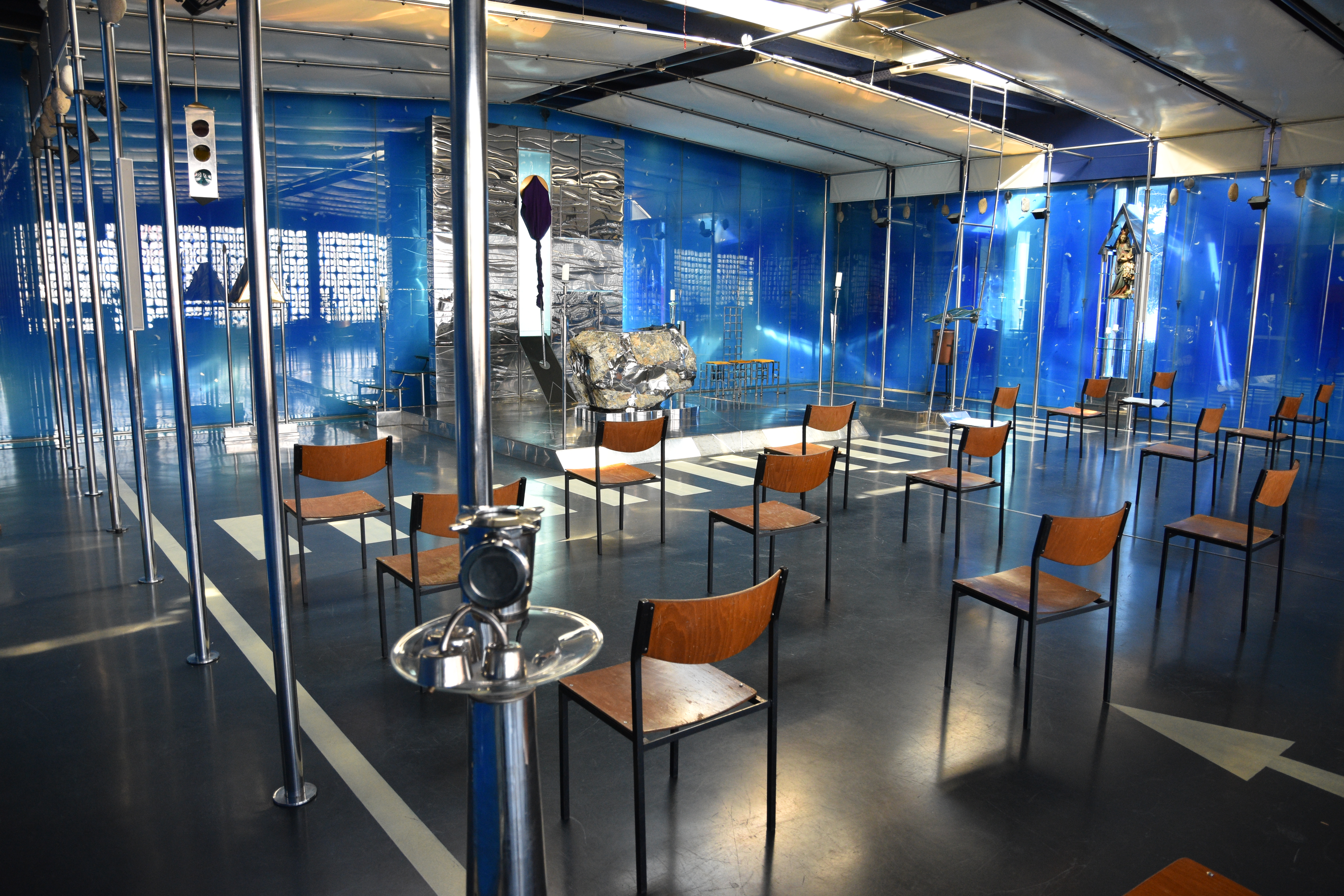
Innenansicht St.-Lukas-Kirche

Die Kirche St. Lukas ist eine römisch-katholische Kirche im 5. Grazer Stadtbezirk Gries. Das Seelsorgezentrum ist eine Filialkirche der Pfarre St. Andrä und gehört zum Dekanat Graz-Mitte der Stadtkirche Graz.

## Geschichte und Gestaltung
Der steirische Künstler Othmar Krenn erstellte das Gesamtkonzept für einen innovativen Kirchenraum. Bevor die Kirche 1971 dem Hl. Lukas geweiht wurde, fanden die Gottesdienste mehr als zehn Jahre in einem Notgottesdienstraum statt. 1972–1994 war St. Lukas Expositur von St. Andrä.
Ein zentrales Element des Innenraums ist ein Edelstahlkreuz, welches schräg an die Altarwand gelehnt ist. Darin schweißte der Künstler Sand vom Berg Sinai, der Wüste Negev, dem Wadi Arava und vom Berg Nebo ein. Diese Orte symbolisieren die vierzigjährige Wanderschaft des israelitischen Volkes unter der Führung Moses durch die Wüste. Der Tabernakel erinnert mit seiner Form an das Zelt Gottes unter den Menschen. Auch moderne Elemente wurden in das Gesamtbild eingefügt: auf dem Weg zur Muttergottesstatue befindet sich ein Schutzweg, das Ewige Licht beim Tabernakel ist eine Verkehrsampel und das Weihwasserbecken sieht wie ein Hydrant aus. Diese ungewöhnliche Gestaltung spielt auf den Standort der Kirche neben dem viel befahrenen Eggenbergergürtel an. Der Altar besteht aus einem Felsblock, der teilweise von einem Stahlmantel umhüllt ist, und bildet das spirituelle Zentrum von St. Lukas. In die blauen Wände des Innenraums sind kleine Federn eingegossen. Krenn schuf einen zeitgenössischen, wenn auch sehr ungewöhnlichen Sakralbau.